# Стрём, Рольф Грегер
Рольф Гре́гер Стрём (норв. Rolf Greger Strøm; 17 мая 1940, Осло — 4 августа 1994, Ларвик) — норвежский саночник, выступал за сборную Норвегии в 1960-х — 1970-х годах. Участник двух зимних Олимпийских игр, пятикратный чемпион национального первенства, призёр и участник многих международных турниров.

## Биография
Рольф Грегер Стрём родился 17 мая 1940 года в Осло. Активно заниматься санным спортом начал с юных лет, проходил подготовку в столичном спортивном клубе «Акефорениге». Первого серьёзного успеха добился в возрасте девятнадцати лет, когда стал чемпионом Норвегии в одноместных санях — впоследствии повторил это достижение ещё четыре раза в 1964, 1967, 1968 и 1975 годах. Благодаря череде удачных выступлений удостоился права защищать честь страны на зимних Олимпийских играх 1964 года в Инсбруке, участвовал в первых в истории олимпийских соревнованиях по санному спорту. В зачёте мужского одиночного разряда приблизился к призовым местам, но в итоге ему чуть больше секунды не хватило до бронзовой медали — он финишировал четвёртым. Также вместе с Могенсом Кристенсеном должен был участвовать в заездах двоек, но по техническим причинам они не вышли на старт и не сделали ни одной попытки.
Спустя четыре года Стрём по-прежнему оставался лидером норвежской санной сборной и прошёл квалификацию на Олимпийские игры в Гренобль, тем не менее, проехал здесь заметно хуже, расположился в одиночках лишь на девятнадцатой позиции. Он продолжал ездить на крупные соревнования вплоть до середины 1970-х годов, хотя на победу уже не претендовал, в частности, на чемпионатах Европы и мира ему ни разу не посчастливилось подняться на подиум. После завершения спортивной карьеры Рольф Грегер Стрём вместе с семьёй проживал в коммуне Ларвик, умер 4 августа 1994 года.
Его младший брат Кристиан тоже был весьма успешным саночником, представлял Норвегию на Олимпийских играх 1972 и 1976 годов.